# Sam Sow
Sam Sow (Nijmegen, 7 januari 2004) is een Nederlandse voetballer die doorgaans speelt als linksbuiten. Hij is een jongere broer van Sylla Sow.

## Clubcarrière
Sow speelde eerst in de jeugdopleiding van N.E.C. alvorens hij in 2022 de overstap maakte naar De Treffers. Daar sloot de Nijmegenaar aanvankelijk aan bij de O21. Op 28 januari 2024 debuteerde hij in het eerste elftal van de tweededivisionist tijdens een met 0-2 gewonnen uitwedstrijd bij ADO '20, als invaller voor Azzeddine Dkidak. De Treffers besloot na afloop van het seizoen te stoppen met het beloftenelftal, waarna Sow met drie ploeggenoten (Sacha Deighton, Jens Kamps en Thomas Kirkpatrick) verkaste naar de O21 van VVV-Venlo. Daar maakte de aanvaller zijn competitiedebuut in het eerste elftal tijdens een met 1-2 gewonnen uitwedstrijd bij Jong PSV op 27 januari 2025, toen hij in blessuretijd inviel voor Thijme Verheijen. In de zomer van 2025 verliet Sow de Venlose club en maakte de overstap naar tweededivisionist GVVV.

### Clubstatistieken
| 2023/24                               | De Treffers | Tweede divisie | 2 | 0 | 0 | 0 | — | — | 2 | 0 |
| 2024/25                               | VVV-Venlo   | Eerste divisie | 2 | 0 | 0 | 0 | — | — | 2 | 0 |
| 2025/26                               | GVVV        | Tweede divisie | 0 | 0 | 0 | 0 | — | — | 0 | 0 |
| Totaal                                | Totaal      | Totaal         | 4 | 0 | 0 | 0 | 0 | 0 | 4 | 0 |
| Bijgewerkt tot en met 6 augustus 2025 |             |                |   |   |   |   |   |   |   |   |